# Longecourt-lès-Culêtre
 Longecourt-lès-Culêtre  es una localidad y comuna de Francia, en la región de Borgoña, departamento de Côte-d'Or, en el distrito de Beaune y cantón de Arnay-le-Duc. Está integrada en la Communauté de communes du Pays d’Arnay.

## Demografía
| 104 | 86 | 59 | 63 | 57 | 54 |
| Para los censos de 1962 a 1999 la población legal corresponde a la población sin duplicidades (Fuente: INSEE [Consultar]) |    |    |    |    |    |